# Vauzelles (Ardennes)
Pour les articles homonymes, voir Vauzelles.
Vauzelles est une localité d'Auboncourt-Vauzelles et une ancienne commune française, située dans le département des Ardennes en région Grand Est.

## Histoire
Vauzelles fusionne avec la commune voisine d'Auboncourt, en 1828, pour former la commune de Auboncourt-Vauzelles. Sur la carte de Cassini, elle apparaît sous le nom de la paroisse d'Auboncourt-lez-Vauzelles.

## Administration
| Période                                  | Période | Identité | Étiquette | Qualité |
| ---------------------------------------- | ------- | -------- | --------- | ------- |
| Les données manquantes sont à compléter. |         |          |           |         |
|                                          |         |          |           |         |

## Démographie
| 1793 | 1800 | 1806 | 1821 |
| ---- | ---- | ---- | ---- |
| 100  | 116  | 132  | 111  |

Histogramme

(élaboration graphique par Wikipédia)